# Bardzinek
Bardzinek – wieś w Polsce położona w województwie łódzkim, w powiecie kutnowskim, w gminie Krośniewice. Miejscowość wchodzi w skład sołectwa Teresin.
W latach 1975–1998 miejscowość administracyjnie należała do województwa płockiego. Miejscowość gniazdowa szlacheckiej rodziny Bardzińskich.